# Фугас
Фуга́с (фр. fougasse, раніше fougade, від італ. fogata, утвореного від fogare — «швидко літати, кидатися з повітря на здобич») — заряд вибухової речовини, який закладають у землю чи під водою на невеликій глибині, або доставляють різними способами до місця застосування. Підривається раптово для завдання втрати противнику або затримання його просування. Під час підриву фугасу ціль уражає ударна хвиля та продукти вибуху.
Займання фугасної суміші здійснюється електричним, вогневим або механічним способами. При вогневому способі, зазвичай, необхідно використовувати детонатори, вогнепровідний шнур або запальні трубки. При електричному — використовують електродетонатори, в яких необхідна початкова температура індукції запалення досягається за рахунок теплової енергії електроіскри або спіралі й початкового заряду вибухової ініціювальної речовини.

## Застосування
Фугасні снаряди в основному призначаються для стрільби по небетонованих оборонних спорудах: окопах, дерево-земляних (ДЗОТ) і дерево-кам'яних вогневих точках, спостережних пунктах і т. ін. Крім того, фугасні снаряди великих калібрів можуть застосовуватися спільно з бетонобійними снарядами для стрільби по бетонованих оборонних спорудах — довготривалих оборонних точках (ДОТ) головним чином для зняття земляного насипу з останніх. Фугасні снаряди можуть з успіхом застосовуватися для виконання проходів в мінних полях.
При відсутності осколкових і осколково-фугасних снарядів, фугасні снаряди можуть застосовуватися для стрільби по відкритих живих цілях, а за відсутності бронебійних снарядів — для стрільби по танках. У цих випадках дія фугасних снарядів буде значно поступатися дії заміщених ними снарядів.
В авіаційній артилерії малокаліберні фугасні та фугасно-трасувальні снаряди застосовуються для стрільби по літаках.

## Ефект ураження
Фугасні снаряди діють руйнівною силою газів розривного заряду і частково силою удару в перешкоду. Відповідно до цього потужність фугасного снаряда визначається вагою і якістю вибухової речовини, закладеної в його оболонку, що і визначає основні вимоги до таких снарядів. Збільшення потужності фугасних снарядів у межах одного калібру можливо шляхом збільшення ємності камери для розривного заряду і застосування потужнішої ВР.
Об'єм камери снаряда можна збільшити подовженням циліндричної частини снаряда та зменшенням товщини його стінок. Однак довжина циліндричної частини обмежена загальною довжиною снаряда, обумовленої його стійкістю на траєкторії. Тим не менш, довга циліндрична частина є характерною особливістю фугасних снарядів. Зменшення товщини стінок оболонки фугасного снаряда обмежена вимогою його міцності при пострілі. У зв'язку з цим застосування фугасних снарядів у мортирах і гаубицях є вигіднішим, ніж в гарматах, через високі тиски, що розвиваються в останніх під час пострілу.

## Конструкція
Фугасні снаряди мають найбільш тонкостінні оболонки, високий коефіцієнт наповнення, високу відносну вагу розривного заряду і малу відносну вагу снаряда.
За конструктивним оформленням фугасні снаряди наземної артилерії середніх калібрів бувають цільнокорпусними, з прикручуваною головкою або вкручуваним дном і отвором під головний детонатор, а снаряди великих калібрів — з суцільною головною частиною, вкручуваним дном і отвором під донний детонатор або з прикручуваною головкою та вкручуваним дном і отвором під головний детонатор.
Снаряди великих калібрів, крім того, можуть мати два отвори: під головний і донний детонатори; застосуванням двох детонаторів забезпечуються безвідмовність дії й повнота розриву снаряда.
Малокаліберні фугасні снаряди в авіаційній артилерії вперше були застосовані німцями у 20-,30-мм літакових гарматах під час другої світової війни. Корпус 20-мм снаряду тонкостінний, штампований, з видавленими на ньому канавками для ведучого пояска і чорніння дульця гільзи. Дно корпусу робиться напівсферичної форми для підвищення міцності при пострілі. Центрувальних потовщень на корпусі немає, і центрування снаряда в каналі ствола проводиться центром потовщенням на підривнику і ведучого пояска. Підривник з'єднується зі снарядом за допомогою перехідної втулки, закріпленої в корпусі.
Необхідна міцність таких снарядів при пострілі досягнута за рахунок застосування корпусу з металу з високими механічними властивостями і його термічної обробки.
Поява в малокаліберній авіаційній артилерії фугасних снарядів пояснюється підвищеною вражаючою дією цих снарядів у порівнянні з уламковими зважаючи на малу чутливість сучасних літаків до ураження уламками. Тому слід вважати за доцільне усемірне підвищення фугасно-малокаліберних уламкових снарядів зенітної та авіаційної артилерії.
Застосування фугасних снарядів у наземній артилерії доцільне лише в гарматах калібру від 120 мм і вище, оскільки незначна вага розривного заряду снарядів меншого калібру не забезпечує руйнування навіть найлегших польових укриттів.

## Фугас сьогодні
В даний час в артилерії середніх калібрів фугасні снаряди майже повністю витиснені осколково-фугасними.
Старі фугасні снаряди збереглися лише на озброєнні, виробництво ж фугасних снарядів середніх калібрів припинено майже у всіх країнах.
Для спорядження фугасних снарядів наземної артилерії в мирний час йде майже виключно тротил і рідше мелиніт, а у воєнний час неминуче застосування сурогатних вибухових речовин.
Фугасні снаряди німецької авіаційної артилерії споряджалися головним чином теном і рідше тротилом.

## Фугасні детонатори
Для приведення фугасних снарядів наземної артилерії в дію біля цілі застосовуються головні та донні підривники з однією-трьома установками: на миттєву (уламкове), інерційну (фугасні) і уповільнену дію. Застосування детонаторів з установками на інерційну і сповільнену дію має на меті забезпечити необхідне поглиблення снаряда в перешкоду до моменту його розриву для отримання необхідної фугасної дії.
У малокаліберних фугасних снарядах авіаційної артилерії можуть застосовуватися тільки детонатори миттєвої дії.